# 法瑞爾假說
法瑞爾假說（英語：Farrer hypothesis），又譯法雷爾假說、法勒假說，法拉假說，也被稱為L/M假說（L/M hypothesis），法瑞爾-古德假說（Farrer–Goulder hypothesis）或是法瑞爾-古德-顧德卡爾假說（Farrer–Goulder–Goodacre hypothesis），是在聖經研究中，對於對觀福音書問題的一個假說。屬於馬可居先說，這個假說認為在四福音書中，最早出現的是馬可福音，之後是馬太福音，最後出現的是路加福音。馬太福音與路加福音都使用了更早出現的馬可福音當成寫作材料。
這個假說主要由英格蘭的聖經學者發展，最早由奧斯丁·法瑞爾於1955年提出。學者麥可·古德與馬克·顧爾卡德曾經發展這個假說。

## 概論
法瑞爾假說是雙源假說的修正，認為不需要假設有Q來源這些早期文件。支持這個假說的學者認為，馬太福音在寫作時，使用馬可福音當成材料。之後，路加福音在寫作時，把馬可福音與馬太福音都當成寫作材料。
奧斯丁·法瑞爾（Austin Farrer）在1955年發表〈放棄Q來源〉（On dispensing with Q），提出這個假說。他質疑學者B. H. Streeter支持的雙源假說，認為這個假說基礎在於路加曾經讀過馬太讀過的書，但未曾讀過馬太福音，這說法過於牽強。與其假設馬太福音與路加福音都使用了某個已經失傳的早期文件作寫作材料，但這兩個福音書彼此不相關，不如假設路加福音直接使用馬太福音當來源。